# Kulturens Bildningsverksamhet
Kulturens Bildningsverksamhet var ett svenskt studieförbund  mellan åren 2007 och 2023 med fokus främst på musik. Organisationen var partipolitiskt och religiöst obunden, och statsbidragsberättigad för att bedriva folkbildning via Folkbildningsrådet.

## Historik
Den ideella föreningen Kulturens Bildningsverksamhet bildades 2007. Grundarna var Riksförbundet Unga Musikanter, Riksförbundet för folkmusik och dans, Svenska Folkdansringen, Sveriges Körförbund, Sveriges Orkesterförbund och Sveriges Spelmäns Riksförbund. 
Den 1 juli 2010 blev organisationen ett statsbidragsberättigat studieförbund.  Övriga medlemmar har varit: Folk You, Föreningen Sveriges Körledare, Kammarmusikförbundet RSK, Kontaktnätet, Riksförbundet Visan i Sverige, Svensk Musik med Mission, Svensk Jazz, Sveriges Filmförbund, Sveriges Unga Blåsare, Ung Media Sverige, Ung teaterscen, UpSweden Music Community.
Under en extra årsstämma i oktober 2023 beslutades att verksamheten skulle avvecklas. Beslutet grundade sig i de kraftiga nedskärningen av studieförbundsanlaget som aviserades i regeringens budgetproposition.

## Medlemsorganisationer december 2023
- Folk You
- Föreningen Sveriges Körledare
- Kammarmusikförbundet RSK
- Kontaktnätet
- Riksförbundet för folkmusik och dans
- Riksförbundet Unga Musikanter
- Riksförbundet Visan i Sverige
- Svensk Musik med Misson
- Svenska Folkdansringen
- Svensk Jazz
- Sveriges filmförbund
- Sveriges Körförbund
- Sveriges Orkesterförbund
- Sveriges Spelmäns Riksförbund
- Sveriges Unga Blåsare
- Ung Media Sverige
- Ung teaterscen

## Personal

### Förbundschefer
- 2021 – Maria Rydén